# Ronde van Huangshan
De Ronde van Huangshan is een meerdaagse wielerwedstrijd in China die sinds 2023 jaarlijks plaatsvindt. Doorgaans bestaat de wedstrijd uit drie etappes die worden verreden in de provincie Anhui met als doel de wielersport in de stad Huangshan te promoten.

## Lijst van winnaars

### Overwinningen per land
| Overwinningen | Land               |
| ------------- | ------------------ |
| 1             | Frankrijk, Rusland |

## Klassementen
| Jaar | Eindklassement  | Puntenklassement | Bergklassement    | Ploegenklassement                    |
| ---- | --------------- | ---------------- | ----------------- | ------------------------------------ |
| 2023 | Julien Trarieux | Julien Trarieux  | Cristian Raileanu | China Glory Continental Cycling Team |
| 2024 | Roman Majkin    | Roman Majkin     | Emmanuel Cognet   | Chengdu Cycling Team                 |